# No Man's Land: The Rise of Reeker
Pour les articles homonymes, voir No man's land (homonymie).
Série
Reeker
(2005)
Pour plus de détails, voir Fiche technique et Distribution.
No Man's Land: The Rise of Reeker ou Reeker 2 est un film américain réalisé par Dave Payne, sorti en 2008. C'est la préquelle du film Reeker.

## Synopsis
Des bandits veulent échapper aux autorités et trouvent refuge chez leur amie Maya, dans un snack-bar de la vallée de la Mort. Le sheriff McAllister et son fils patrouillent au même endroit. Ils se rendent compte qu'ils sont poursuivis par Reeker : une entité démoniaque qui symbolise son arrivée par une odeur pestilentielle.

## Fiche technique
- Titre : No Man's Land: The Rise of Reeker
- Autres titres : Reeker 2
- Réalisation : Dave Payne
- Scénario : Dave Payne
- Musique : Dave Payne
- Costumes : Charlotte Kruse
- Montage : Daniel Barone
- Effets spéciaux : Graham Denman & Ron Karkoska
- Sociétés de Production : Institution, The
- Sociétés de distribution : Lionsgate
- Pays d'origine : États-Unis
- Format : Couleurs
- Genre : Horreur
- Durée : 88 minutes
- Date de sortie : mai 2008 Marché de films à Cannes; 
  -  États-Unis, 14 octobre 2008, directement en DVD
  -  Turquie, au cinéma le 2 janvier 2009

## Distribution
- Michael Muhney : Harris McAllister
- Stephen Martines : Alex
- Lew Temple : l'auto-stoppeur
- Michael Robert Brandon : Le vendeur
- David Stanbra : McAllister jeune
- Robert Pine : le shérif McAllister
- Lyne Odums : le psychiatre
- Valerie Cruz : Allison
- Mircea Monroe : Maya
- Shelly Desai : Ravi
- Wilmer Calderon (en) : Carlos
- Ron Roggé : Nick